# Мельнський мир
Мельнський мир — мирний договір, укладений 27 вересня 1422 року між Великим князівством Литовським і Королівством Польським з одного боку та Тевтонським орденом з іншого поблизу озера Мельно (біля Радзиня) після невдалої для ордену Голубської війни і спроб домогтись від Папи Римського Мартина V та імператора Священної Римської імперії Сигізмунда I оголошення недійсним Торунського миру 1411 року.
Згідно із договором хрестоносці поступались Польщі частиною Куявії з містом Нешава та остаточно відмовлялись від претензій на Жемайтію, яка за умовами Торуньського мирного договору після смерті великого князя Вітовта повинна була бути переданою ордену.
Мельнський мир остаточно встановив кордон між орденом та ВКЛ, який залишався практично незмінним до Першої світової війни.